# Anomocora
Anomocora is een geslacht van neteldieren uit de klasse van de Anthozoa (bloemdieren).

## Soorten
- Anomocora carinata Cairns, 1991
- Anomocora fecunda (Pourtalès, 1871)
- Anomocora gigas (van der Horst, 1931)
- Anomocora irregularis (Cairns, 1995) †
- Anomocora marchadi (Chevalier, 1966)
- Anomocora prolifera (Pourtalès, 1871)